# Монталтисимо
Монталтисимо је насеље у Италији у округу Лука, региону Тоскана.
Према процени из 2011. у насељу је живело 59 становника. Насеље се налази на надморској висини од 597 м.